# Villám Spencer, a karibi őrangyal
A Villám Spencer, a karibi őrangyal (eredeti cím: Thunder in Paradise) 1994-ben bemutatott amerikai televíziós akciósorozat, melyet a Baywatch alkotói készítettek. A főszerepben Hulk Hogan, Chris Lemmon és Carol Alt látható.
Videófilmnek tervezték, majd a próbaepizóddal együtt összesen huszonkét rész készült el. Eredetileg 1994. március 25-től november 27-ig sugározták, de egy évad után törölték a műsorról.

## Összefoglaló
Az amerikai haditengerészet két egykori tagja, Randolph J. "Hurrikán" Spencer és Martin "Bru" Brubaker zsoldosként dolgozik. Spencer egy Mennydörgés nevű modern, katonai motorcsónakot épített és társával együtt a világot beutazva szállnak szembe a gonosztevőkkel. Eközben az özvegy Spencer mostohalányáról, Jessicáról is gondoskodniuk kell.

## Szereplők
- Terry Hulk Hogan – Randolph J. Spencer
- Chris Lemmon – Martin Bruebacker
- Carol Alt – Kelly La Rew
- Felicity Waterman – Megan Irene Whitaker Spencer
- Ashley Gorrell – Jessica Whitaker Spencer
- Kiki Shepard – Trelawny
- Patrick Macnee – Edward Whitaker